# Bataille de Casablanca (1907)
Campagne de la Chaouïa
Batailles
• Bataille de Casablanca (1907)
• Bataille de Sidi Moumen (1907)
• Bataille de Taddert (1907)
• Bataille de Mediouna (1907)
• Bataille de Sidi-Brahim (1907)
• Bataille de Settat (1907)
• Bataille de Sidi Kamel (1907)
• Bataille de Wadi Al-Atash (1907)
• Bataille d'Ayo Waghit (1907)
• Bataille de Dar Bouazza (1908)
• Bataille de Sidi Kamel(1908)
• Bataille de Sidi Ghoneimi (1908)
• Bataille de Berrechid (1908)
• Bataille de Sidi El-Mekki (1908)
• Bataille de Fakhakha (1908)
• Bataille de Berrabah (1908)
• Bataille de Sidi Abdelkrim (1908)
• Bataille de Settat (1908)
• Bataille d'Ain M'Koun (1908)
• Expéditions françaises contre les Zaërs (1910-1911) 
• Bataille de Termast-El-Borou (1912) 
• Bataille Oued Zem (1912)
• Bataille de Tadla (1912)
• Bataille de Sidi Ali ben Brahim (1912)
• Bataille de Biar-Mezouis (1912)
• Bataille d'El Ksiba (1914)
•  Bataille d'Elhri (1914)
La bataille de Casablanca (en arabe : معركة الدار البيضاء), est une bataille qui eut lieu le 30 juillet 1907 qui a opposé l'armée française  et les tribus Chaouia dans la ville et les alentours de Casablanca au cours de la  « pacification du Maroc » et, plus essentiellement « Campagne de la Chaouïa ». Cette bataille concèdera au débarquement des forces françaises et au Bombardement de Casablanca (5 - 18 août 1907). Le général Drude, commandant des troupes françaises, fit face à des attaques répétées des tribus marocaines, qui tentaient de briser le siège français autour de Casablanca.

## Contexte historique

### Anarchie (Siba)
Lors de la période de la Siba, après que la ville Oujda tombe aux mains des Français, les troupes du général Lyautey avaient des prétentions sur la ville côtière de Casablanca, sous la responsabilité des tribus Chaouia, connues et réputées au sein du Maroc pour produire des guerriers farouches ainsi que des cavaliers expérimentés. Avant le Protectorat, la ville de Casablanca est occupée mais les combats continuent. Des dizaines de combats sont livrés à l’intérieur de la ville, à sa périphérie et, enfin, plus profondément, dans le pays Chaouia.

### Bombardement de Casablanca
Hajj Hammou, caïd de la tribu des Oulad Hriz, lance des appels au djihad et les Oulad Hriz organisent une lutte contre les Espagnols, les Français et leurs partisans. C'est le début de l'insurrection. Les populations Chaouia envahissent les rues et l’après-midi même, des incidents violents débouchent sur la mort de neuf ouvriers étrangers de la compagnie concessionnaire des travaux du port. Les émeutiers arrêtent le train, qui passe à proximité d'un cimetière, grâce à un amas de pierres amoncelées sur la voie et assassinent les ouvriers étrangers de la locomotive : quatre Français, trois Italiens et deux Espagnols. C'est le début du Massacre de Casablanca et du bombardement de la ville. Du 5 au 7 août 1907, les navires de l'armée française aux côtes de Casablanca ouvrent le feu sur la ville et font déferler la terreur, des milliers de morts civils sont à déplorer.

### Débarquement des forces françaises
Le 6 août, les premières troupes de l'armée française accostent à Sidi Beylout, elles sont accueillies par les tribus de la Chaouia avec le feu de leurs armes et leurs balles. Le 7 août, les troupes débarquées du général Drude et les fusiliers-marin du contre-amiral Philibert réussissent, après des combats acharnés, à reprendre le contrôle de la ville. Pendant trois jours de pluie de bombes provenant de l'escadre, puis de carnages et de pillages exercés par les légionnaires au sol, la prospère cité de 30 000 habitants avant les faits est transformée en champ de ruines où nul endroit n'est épargné, si ce n'est le quartier européen.

### Début de la Guerre de la Chaouïa
Le débarquement de l'armée française et les combats de Casablanca amèneront les tribus de la Chaouïa à continuer la guerre en faisant qu'un pour lutter pour leur indépendance. Cette guerre sera terrible et lente, basée sur une logique de guerre de position, de guérilla ainsi qu'utilisation massive de l'artillerie. La guerre de la Chaouïa sera le début de la Colonisation du Maroc.

## Bataille de Casablanca

### Préparation: jusqu’au 17 août
Après le débarquement de Casablanca, et sa prise par l'armée française, les jours précédant l'affrontement, des informations rapportent que des tribus marocaines se regroupent autour de Casablanca. Cette concentration de forces inquiète le général Drude, qui redoute une attaque imminente contre les positions françaises. Les tensions augmentent, et les troupes françaises renforcent leur vigilance pour prévenir une offensive surprise. Le contexte est tendu : les soldats restent sur le qui-vive, conscients que la bataille pourrait éclater d’un moment à l’autre.
Pour cette opération, le colonel Boutegourd dispose de 3 demi-bataillons, 2 escadrons et demi et 1 batterie de 75, soit environ 1.100 hommes; le lieutenant-colonel Passard commande l'infanterie et le lieutenant-colonel du Fretay la cavalerie. La colonne française marque son départ de Berrechid, le 2 février, dans les coups de minuit. La colonne militaire atteint facilement Zaouiet-el-Mekki vers le matin. Les gens de la zaouia arborent des drapeaux blancs. La cavalerie manœuvre de manière à encercler les douars d'alentour, dont les habitants fuient et se dispersent.

### Attaque de la nuit du 17 au 18 août
Dans la nuit du 17 au 18 août, vers trois heures du matin, une première alerte se déclenche : les avant-postes français rapportent une fusillade, signalant que les tribus chaouis sont passées à l’action. Les Français restent en position, prêts à riposter. À l'aube, la situation reste floue, mais le général Drude décide d’envoyer une troupe de spahis en reconnaissance pour évaluer les mouvements ennemis.

### Embuscade du 18 août
Aux premières lueurs du jour, le capitaine Caud mène une troupe de spahis jusqu’à 800 mètres des lignes françaises. C’est alors qu’ils tombent dans une embuscade : des centaines de cavaliers arabes marocains surgissent soudainement, lançant une charge violente contre les spahis. Surpris, ces derniers doivent se replier en hâte vers le camp principal. La situation est critique, et la pression marocaine semble augmenter. Pour couvrir le repli des spahis et freiner l’avancée des Marocains, l’artillerie française se met en action. Les canons des navires Gloire et Galilée, ancrés à proximité, commencent à tirer sur les positions des arabes. Les tirs de soutien sont intenses et permettent aux spahis de se réorganiser derrière les lignes françaises. Deux compagnies de tirailleurs arrivent pour renforcer les lignes françaises, formant un front qui tente de repousser les attaques marocaines. L’armée française organise alors une contre-attaque, avançant pour reprendre le contrôle du terrain disputé le matin. Le combat s’intensifie autour des dunes et des carrières, où chaque camp cherche à dominer le champ de bataille. L’engagement est violent, et les pertes augmentent des deux côtés. Alors que le soleil décline, les attaques marocaines se font plus sporadiques. Les forces françaises parviennent à repousser les tribus et à consolider leur position autour de Casablanca. Les Marocains, après une journée d’assauts intensifs et de lourdes pertes, finissent par se retirer. Les Français gardent leurs positions, mais restent en alerte, prêts à répondre si de nouveaux combats éclatent.

### Attaques marocaines du 19 au 22 août
Ces journées sont relativement calmes, mais la nuit du 20 au 21, des combats reprennent autour des positions françaises. Le matin, les Marocains occupent les crêtes autour de la ville, et ouvrent le feu sur les positions françaises. Vers 10h00, profitant du brouillard, ils tentent de s'infiltrer dans les vergers et les ruines au sud de la ville. L’artillerie française, et la marine, tirent sur ces rassemblements, dégageant la situation. Le général Drude envoie des compagnies de tirailleurs, mais les Marocains résistent aisément face à ces derniers. L’attaque échoue lors de l'arrivée de renforts et les chaouis se regroupent près du rivage avant d’être attaqués à nouveau par les Français. Pendant ce temps, à l’ouest, les Marocains lancent un assaut sur le camp français mais sont repoussés par l'artillerie et l'infanterie.
Le 22 août, la cavalerie arabe chaouis, zélée et déterminée, se réorganise et attaque en force. Une reconnaissance composée de tirailleurs et de l'artillerie est envoyée contre eux, mais les Marocains sont rapidement repoussés. Les troupes françaises dégagent les crêtes et les Marocains se replient vers le sud-ouest.

### Manœuvres chaouis de nuit du 24-25 août
Le 24 août, une centaine de combattants chaouis tente de pénétrer dans la ville via une brèche de la muraille mais échoue rapidement sous le feu des tirailleurs français. Les attaques nocturnes se poursuivent avec des Marocains qui, après chaque échec, reviennent encore pour tenter d'infiltrer la ville, mais chaque fois, ils sont repoussés. Le jouer suivant, la situation reste tendue avec des raids fréquents. Les Marocains, ayant compris qu'ils ne pouvaient pas remporter de victoires décisives contre l'infanterie française, adoptent de nouvelles tactiques, se retirant progressivement à distance du camp. Cependant, ils continuent à harceler les Français avec des attaques dispersées.

### Reconnaissances et manœuvres du 26-28 août
Une reconnaissance est déployée le 26 août, composée de plusieurs compagnies d'infanterie, d’artillerie et de cavalerie, part en direction d'Azemmour. En dépit d'une attaque à l’arrière, les troupes françaises sont contraintes de se replier après la confrontation. Par la suite, le général Drude commence à organiser des reconnaissances plus agressives pour tenter de provoquer les forces ennemies. Cependant, ces reconnaissances restent largement inoffensives et sont évacuées sans véritable engagement. L'attitude des Marocains devient plus audacieuse et leurs attaques plus fréquentes et féroces.

### Attaques de fin août jusqu'en Septembre
Au matin du 30 août, les accrochages sont plus fréquents. Les Marocains lancent plusieurs offensives simultanées contre différents secteurs autour du camp. Ces attaques sont plus violentes et mieux coordonnées, les forces marocaines sont en pleine phase de réorganisation. Le général Drude décide d’envoyer plusieurs unités de tirailleurs et d’infanterie, accompagnées d’une section de spahis, pour effectuer des frappes ciblées contre les forces marocaines qui harcèlent les lignes françaises. Cependant, ces attaques restent limitées et les Marocains se replient rapidement après chaque confrontation. Une reconnaissance aérienne est effectuée, et il est déterminé que les forces marocaines se sont renforcées, avec des unités supplémentaires qui arrivent de l’intérieur du pays. L’aviation française n’intervient cependant pas de manière décisive grâce à la mobilité des arabes.
Le général Drude, le 31 août, dans un souci de limiter les pertes et de sécuriser les lignes de communication, ordonne à ses troupes de creuser des tranchées et de fortifier les positions autour de Casablanca. Ayant vent de l'information, dans l’après-midi, plusieurs centaines de cavaliers marocains attaquent les flancs de la ville. Ils parviennent à pénétrer dans la zone d'occupation des Français, après de violents combats, l’artillerie et la cavalerie française les repoussent après de violents échanges de tirs. Les Marocains, apprenant des précédentes défaites, se retirent à chaque fois qu’ils rencontrent une résistance, laissant derrière eux des éléments de distraction pour retarder l’intervention des Français. Ils semblent vouloir épuiser les ressources françaises à travers des combats prolongés.
Le 1er septembre, à l’aube, une tentative de percée est lancée par les Marocains, qui attaquent à grande échelle sur plusieurs points autour du camp français. Les forces marocaines semblent tenter de réaliser une offensive coordonnée dans l'espoir de déstabiliser définitivement les positions françaises. Les Français, bien préparés et soutenus par une artillerie plus lourde, parviennent à contrer l’offensive. L'infanterie française, renforcée par des renforts venus de Rabat, repousse les chaouis.

## Ordre de bataille

### Forces françaises
Commandé par le général Drude, l'armée française sur place était composée d'un total d'environ 6000 hommes répartis entre :
- 6 bataillons d'infanterie (2 du 2e tirailleurs algériens, 1 du 1er tirailleurs algériens, 1 du 1er étranger, 2 du 2e étranger)[4].
- 2 escadrons de cavalerie, dont l'un du 1er spahis et l'autre du 1er chasseurs d'Afrique[4].
- Des unités d'artillerie, une compagnie du génie, et un goum algérien[4].

## Conséquences
Les batailles menées ont des conséquences déterminantes tant pour les forces françaises que marocaines. D’un côté, les Français parviennent à maintenir leur position autour de Casablanca, grâce à leur artillerie et à une organisation défensive robuste. Cependant, ces affrontements révèlent la capacité de résistance des arabes de la Chaouia, qui, bien qu'infligeant des pertes aux Français, échouent à percer les lignes de défense et à perturber durablement les positions françaises. Cela entraîne un épuisement progressif des forces marocaines, incapables de maintenir un rythme soutenu d'attaques face à la puissance de feu française. Ces combats, néanmoins, imposent une pression continue sur les troupes françaises, de jour comme de nuit, ce qui déstabilisera l'ensemble de la colonne française. Ces batailles démontrent l’efficacité de la stratégie française à l'état-major, mais aussi permettent aux chaouis de renoncer à la ville afin d'éviter les bombardements, et de pouvoir combattre dans de meilleurs conditions, ce qui laisse les Français dépourvus de leur principal avantage. Après cette bataille, la société chaouis se sentira entièrement concernée et unie dans cette guerre, notamment avec la poursuite des combats à Taddert, ainsi qu'avec l'appel effectué d'Hajj Hammou aux Oulâd Bou Rezq dans le djihâd.